# Сыма Цянь

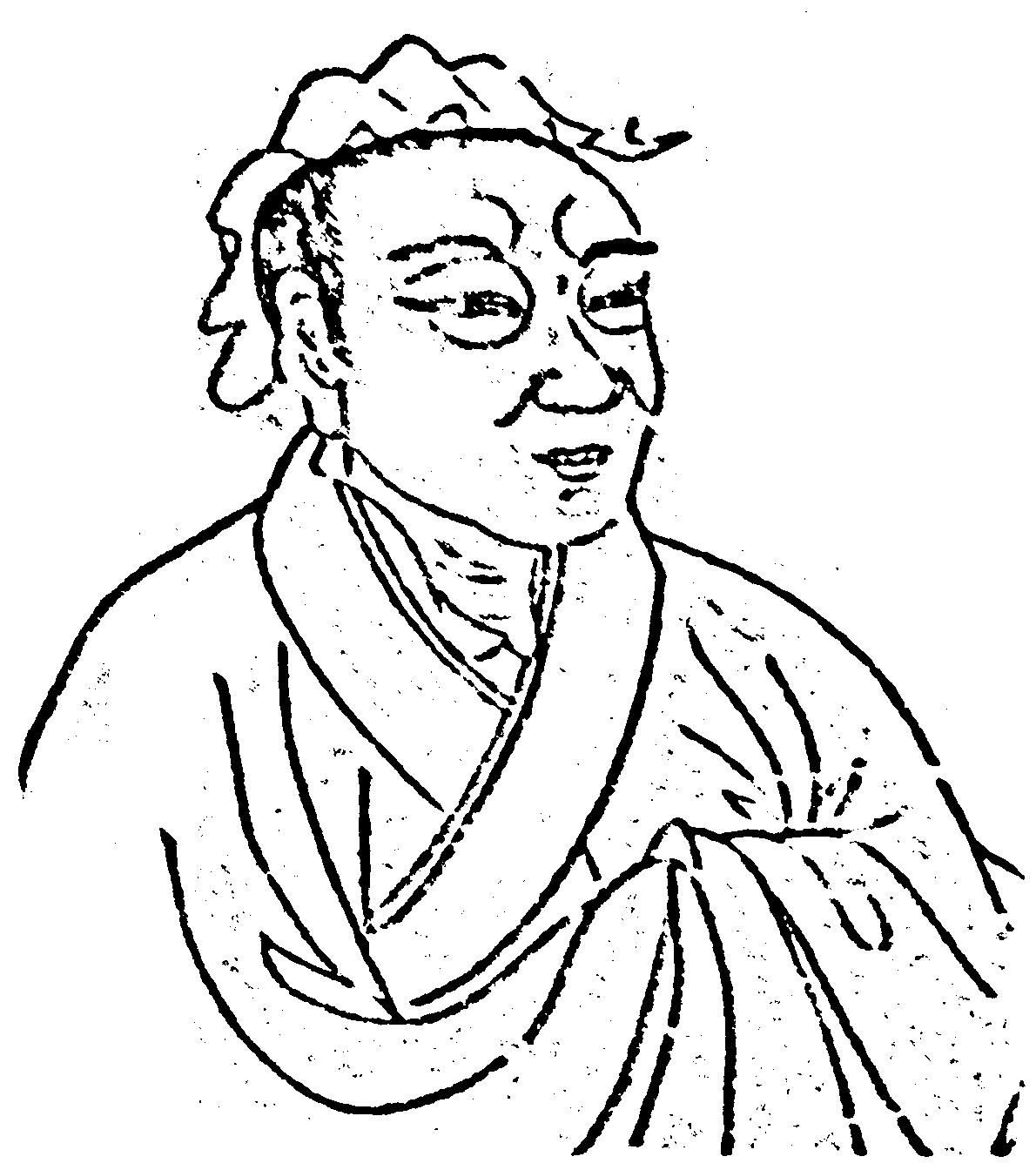
Сыма Цянь (изображение из музея в Лушане)

Сыма Цянь (кит. трад. 司馬遷, упр. 司马迁, пиньинь Sīmǎ Qiān; родился в 145 или ок. 135 г. до н. э., умер ок. 86 г. до н. э.) — потомственный историограф династии Хань, писатель, астроном. Известен как создатель «Ши цзи» — грандиозного труда, описывающего историю Китая от мифических родоначальников и до современных Сыма Цяню времён.

## Биография
Существуют различные версии относительно того, какой год считать датой рождения Сыма Цяня. Сам историограф не обозначал конкретной даты в своих сочинениях, говоря лишь о примерном периоде и о месте рождения. В свою очередь, имеющиеся косвенные данные на этот счёт довольно противоречивы и неконкретны, что также затрудняет датировку. В сочинении «Бо-у чжи», к примеру, указывается, что Сыма Цянь был принят на должность «на третьем году в шестом месяце в день и-мао», что соответствует 107 году до н. э., в возрасте 28 лет — то есть родился он в 135 году до н. э. С другой стороны, один из ранних комментаторов «Ши-цзи» Чжан Шоу-цзе писал, что в 103 году до н. э. Сыма Цяню было уже 42 года (что, в свою очередь, даёт 145 год до н. э.). Научные дискуссии сосредоточиваются главным образом на этих двух датах, хотя выдвигались и иные версии. У каждой из точек зрения есть свои аргументы: к примеру, в пользу 135 года говорит одно из писем историографа, написанное, по оценкам специалистов, в 93 или 91 году до н. э. и гласящее, что Сыма Цянь на тот момент прослужил при дворе более 20 лет (а известно, что на службу туда он поступил спустя некоторое время после двадцатилетия). Что касается 145 года до н. э., то, например, Чэн Цзинь-цзао приводит в доказательство слова историка, увязывающие его детство с моментом переселения его отца в столицу — 140 годом.
Отец Сыма Цяня, Сыма Тань, был историографом при императоре У (Хань У-ди): в его обязанности входило заведование императорской библиотекой и наблюдения за календарём. Под влиянием отца Сыма Цянь уже к десяти годам изучил древние сочинения. Его учителями были известные конфуцианцы Кун Аньго (孔安國 / 孔安国) и Дун Чжуншу (董仲舒). В 20 лет при родительской поддержке он отправился в путешествие по владениям Хань с целью сбора местных исторических свидетельств, преданий и легенд. Его путешествие, ставшее возможным благодаря политической стабильности империи Хань, охватило территорию современных провинций Шаньдун, Юньнань, Хэбэй, Цзянсу, Цзянси и Хунань.     
По возвращении он был назначен в качестве сопровождающего при императорских инспекционных экспедициях. В 110 до н. э., в возрасте 35 лет, Сыма Цянь был послан в военную экспедицию против западных «варваров», однако весть о смертельной болезни отца заставила его вернуться в столицу. Сыма Тан завещал сыну завершить его исторические исследования. Сыма Цянь взялся за эту работу в 109 до н. э. В 105 до н. э. он был избран одним из учёных, призванных провести реформу календаря. Как чиновник высшего ранга он также выполнял функции советника при императоре.
В 104 до н. э. Сыма Цянь приступил к написанию многотомного сочинения по истории Китая «Ши цзи», над которым трудился более десяти лет.
В 99 до н. э. Сыма Цянь оказался замешан в деле Ли Лина (李陵) и Ли Гуанли (李廣利), двух полководцев, обвинявшихся в провале кампании против хунну. В качестве обвинителя выступил сам государь, а Сыма Цянь, единственный во всём чиновничьем корпусе, осмелился подать голос в защиту обвиняемых. Император приговорил Сыма к смертной казни. В качестве альтернативы, согласно законам того времени, приговорённому предлагались откуп или кастрация. За неимением денег, мучась позором и связанный долгом перед отцом завершить его труд, Сыма Цянь выбирает последнее.
О последних годах жизни учёного известно мало, точная дата смерти Сыма Цяня также доподлинно не установлена. Некоторые исследователи предполагали, что он даже не успел завершить работу над «Историческими записками», однако изучение автобиографии историка впоследствии опровергло эту версию.

## Наследие

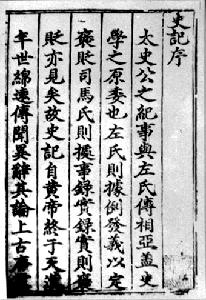
Первая страница «Ши цзи»

Новаторство историографического подхода Сыма Цяня заключается в том, что он выходит за пределы «придворной» истории династического характера. Эта форма была заложена ещё до него и, естественно, продолжала существовать: см. Тунши (通史), Всеотражающее зерцало (資治通鑑, Цзычжи Тунцзянь). Официальная история династии Хань, Ханьшу (漢書), была написана Бань Гу (班固) в I в. н. э.: она оформлена по династическому принципу и преследует более узкие задачи.
Ранние летописи доханьского периода характеризуются стремлением их авторов лишь зафиксировать события, не давая им какой-либо интерпретации. Вопрос об исторических зависимостях и закономерностях тогда ещё не был поставлен. Отчасти это было связано с тем, что проведение такого анализа становится возможным лишь по мере накопления определённого объёма сведений. Сыма Цянь оказался первым в Китае и одним из первых (наряду с Полибием) в мире, кто предпринял попытку систематизировать исторические данные, обобщить их и сделать определённые выводы. Следует, впрочем, заметить, что хотя труды Полибия и Сыма Цяня схожи, есть и черты, которые существенно отличают их друг от друга.
Если исторический труд Полибия сосредоточен на обобщении небольшого по длительности периода в существовании нескольких стран, то в исследовании Сыма Цяня рассмотрена вся история Китая от мифических времён и до II века до н. э., что в сумме составляет не менее двух тысяч лет. В книге придворного историографа насчитывается 130 глав и более 500 тысяч иероглифов — чрезвычайно объёмный труд, не имевший аналогов и прецедентов в современной ему науке. Развитие китайской историографии фактически вступило в новую фазу с появлением «Исторических записок»; возрос интерес к исторической науке, её позиции укрепились.
Сыма Цянь стремился понять логику подъёма и падения династий и объяснить принцип бытия Поднебесной. С точки зрения композиции это сложное сочинение, материал одних разделов (бэнь цзи, ши цзя) распределён с учётом хронологической последовательности, других (чжи) — предполагает тематическую разбивку: разделы по музыке, церемониям, календарям, верованиям, экономике, а также подробные биографии (ле чжуани). Среди таковых, например, первая известная биография Лао-цзы, легендарного автора Дао Дэ Цзина, а также биографии полководцев и государственных деятелей Древнего Китая, таких как Ли Сы, У Ци, У Цзы-сюй и др. «Ши цзи» были частным историческим исследованием (а не официальной хроникой) и это позволило автору использовать более лёгкую форму и красочный язык, оставшийся для потомков высочайшим образцом художественного слова.
В связи со значительным количеством позднейших интерполяций, редакторских правок, дополнений и изменений, а также факторов, относящихся собственно к личности историографа, довольно существенной проблемой с точки зрения современных исследователей является задача установления подлинности текста «Ши цзи». Учёные обращают внимание, к примеру, на хронологические рамки повествования (практически все записи, выходящие за пределы 104 года до н. э., подвергаются сомнению в авторстве), а также на правило табуирования, которому следовал Сыма Цянь: историограф всемерно избегал употребления не только иероглифов, соответствовавших именам императоров (что было обязательным), но и имени своего отца; соответственно, те разделы, где встречается знак «тань», необходимо считать не принадлежащими Сыма Цяню.
Проблема авторства выражается также в ещё одной неоднозначности: перед учёными стоит вопрос о том, в какой мере Сыма Цянь использовал в «Исторических записках» результаты работы своего отца. Известно, что историограф обещал Сыма Таню «подробно изложить известия о былом, систематизированные вами» — из чего следует, что на момент смерти Сыма Тань уже успел собрать, обработать и изложить определённый объём информации. От решения данной проблемы зависит в том числе оценка Сыма Цяня как историка; в связи с этим учёными выработана определённая совокупность критериев, направленных на определение авторства.
Некоторые комментаторы, например — Пэй Инь, полагали, что идентификатором может служить нестандартный термин «тайшигун» («придворный историограф»), используемый Сыма Цянем вместо обычного «тайшилин»: была выдвинута гипотеза, гласящая, что сын использовал эту особую форму в знак уважения к отцу, а, следовательно, везде, где повествование начинается с безличного «Придворный историограф сказал» или подобного ему выражения, текст принадлежит Сыма Таню. Эта версия была принята и западными специалистами; однако исследователи обратили внимание на тот факт, что в своей автобиографии Сыма Цянь использует этот же термин применительно к себе самому, говоря о деле Ли Лина — из чего следует, что таким образом проводить разграничение невозможно.
В данном аспекте некоторую гарантию точности обеспечивает хронологический критерий: в отдельных разделах те факты и события, которые произошли ещё до рождения Сыма Цяня, излагаются с позиции очевидца, из чего явным образом следует, что сам историограф написать о них не мог. В общем же случае исследователи опираются на одновременное применение нескольких частных критериев определения авторства, а не на один общий и универсальный.
Помимо «Ши цзи» известны также 8 од (сочинений в жанре «фу») Сыма Цяня, записанных в «Ханьшу». Наиболее известная среди них — «О злосчастии скорбящего учёного».
В честь Сыма Цяня назван астероид 12620 Сымацянь. Сыма Цянь изображен в У Шуан Пу (無雙 譜, Таблица несравненных героев) Цзинь Гуляна.

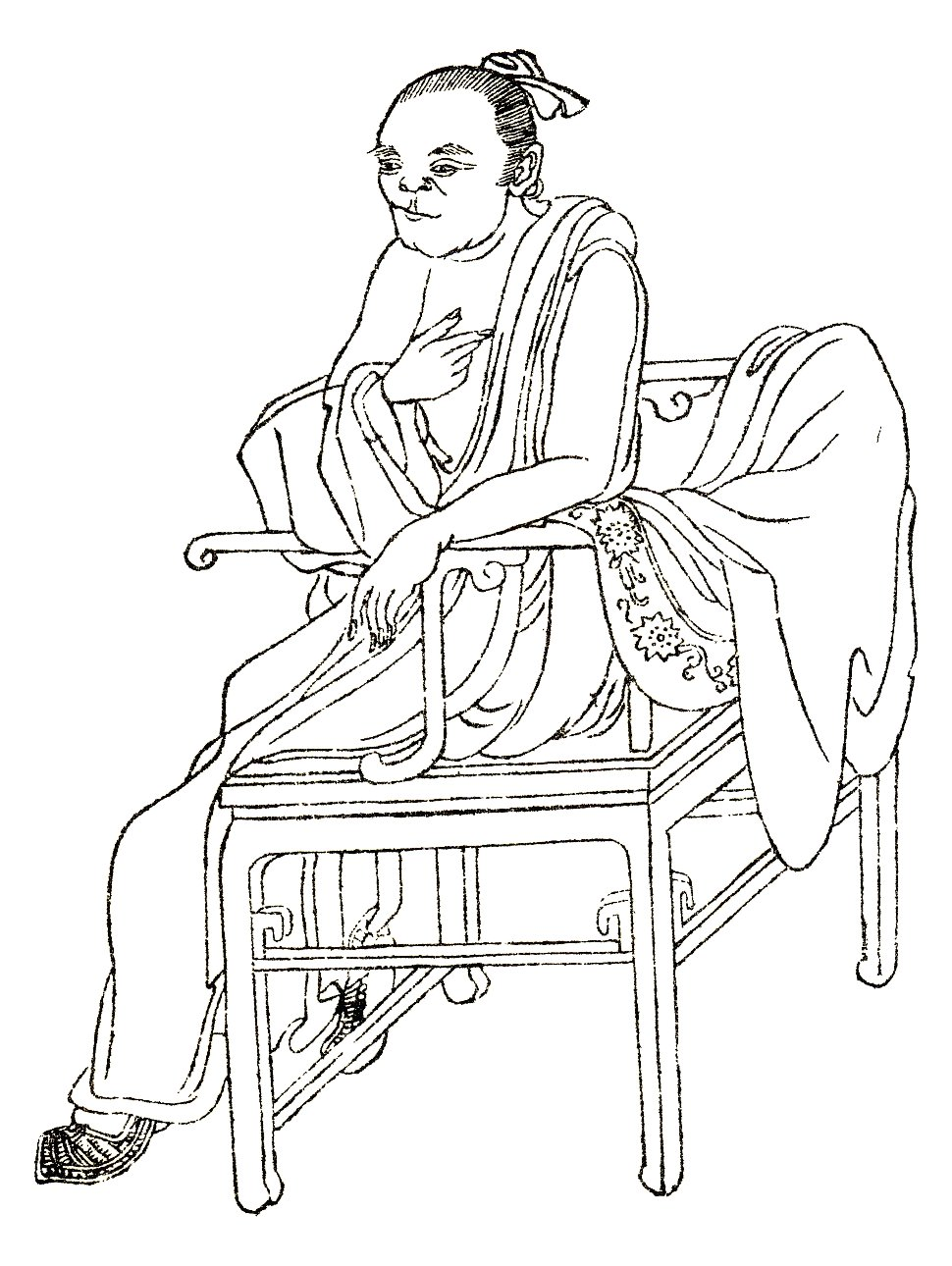
Портрет Сыма Цяня работы Шангуань Чжоу из сборника «Иллюстрированные биографии из зала „Старческого смеха“», 1743

## Реформа календаря
Как и его отец, Сыма Цянь работал астрологом при дворе императора. Астрологию и астрономию в то время не разделяли. В обязанности придворного астролога входило измерение течения времени, и предсказания об успешности той или иной деятельности правителя, в зависимости от движения небесных тел, объяснения необычных явлений в небе (таких как солнечное затмение), а также в природе (например, землетрясения). Эта деятельность основывалась на теории «небесного мандата».
В 105 году до н. э. Сыма Цянь был избран для проведения крупной реформы календаря. Вместе с Тан Ду (唐都), Дэн Пином (邓平) и Ло Ся-хуном (落下闳) Сыма Цянь разработал новый полный календарь, названный Тайчу (太初历) от эпохи правления императора У. Новая система отсчёта времени вступила в силу в 104—101 годы до н. э.
Год Тайчу составлял 365,25 дней (а точнее {\displaystyle 365{\begin{matrix}{\frac {385}{1539}}\end{matrix}}} дней) и был разделён на 12 лунных месяцев, каждый из которых длился по 29,52 дней ({\displaystyle 29{\begin{matrix}{\frac {43}{81}}\end{matrix}}}). Новый календарь, основанный на лунном календаре Цинь (Чжуаньсюйли 颛顼历), стал настоящей революцией в китайской системе измерения течения времени. Считается, что это был самый точный календарь древнего Китая, составленный на основе тщательных астрономических наблюдений.

## Принципы учения Сыма Цяня
Основными принципами, которые определяют структуру круга исторической жизнедеятельности народа, Сыма Цянь называет прямодушие (чжун), почтение (цзин) и культурность (вэнь).
Первый из принципов — это, выражаясь современным языком, принцип центризма. Письменный знак, с помощью которого фиксируется слово «чжун», является сочетанием символов «середина» и «сердце», означая нечто такое, что идёт из самого сердца — чистосердечие, прямодушие, искренность, правдивость и другие термины из этого синонимического ряда. Причём объясняется «чжун» не просто как одно из многих свойств человека, а как одна из немногих ценных, атрибутивных характеристик «жэнь» (человечности), того, что, собственно, и составляет человеческое в человеке, делает его человеком. Именно прямодушие как атрибутивная, глубинная характеристика природы человека и составляет, по Сыма Цяню, один из трёх краеугольных принципов политической власти.
Второй из этих принципов — «цзин» — почёт, почтительность, уважение. Уходя корнями в культ предков, почитание богов (родителей и представителей старшего поколения в целом), по мере формирования государственности «цзин», постепенно приобретает всё большее значение в качестве политического принципа — уважения правителя. Конечно, правителя достойного, мудрого и справедливого, такого, что соблюдает законы и руководствуется ими, одновременно с их помощью направляя жизнедеятельность граждан своего государства в созидательное русло.
Наконец, третий из основных принципов, которыми, по Сыма Цяню, определяется круг исторической жизни народа, — это принцип культуры, цивилизованности — «вэнь». Подобно прямодушию и почтительности, культурность, культурное начало тоже трактуется им не как одно из многих свойств человека, а как непосредственное выражение человечности в человеке, такого, что присуще только ему. Но если уважение или любовь к другому — характеристика вековечной природы человека, то «вэнь» — нечто приобретённое, характеристика человека как исключительно общественного существа. При этом культурное начало, «вэнь», отличается от общественных законов. Культура — это то, что расширяет кругозор человека, наполняет его новым содержанием, которое со временем становится всё более богатым, законы же, напротив, являются регуляторами культурной деятельности, правилами, с помощью которых, собственно, и направляется деятельность человека.
Итак, «чжун» (прямодушие), «цзин» (почёт) и «вэнь» (культурность) является, как считал Сыма Цянь, тремя китами, на которых основывается жизнедеятельность народа на протяжении всего цикла его исторического существования. Течение же процессов, которые образуют этот цикл, обуславливается неизбежной сменой основ исторической жизнедеятельности народа. Неизбежным же это изменение становится постольку, поскольку власть, основанная на одном из принципов, в конце концов обязательно перерождается в результате трансформации согласно соответствующему ей принципу. Так, прямодушие, искренность — «чжун», гипертрофируясь, как принцип политической власти и становясь самоцелью, неизбежно вырождается в то, что Сыма Цянь обозначил как дикость — «э». Соответственно и власть, которая стремится руководить, опираясь лишь на прямодушие, хочет она того или нет, приходит к тому положению вещей, которое обрекает людей на дикость, и в конечном итоге — на деградацию общественного строя, что остро ставит необходимость перехода к другому строю, основанному на принципе уважения.
Однако свои «подводные камни» имеет и принцип почтительности «цзин». Вырастая из одного из наилучших инстинктов человеческой природы — инстинкта почитания (прежде всего родителей), почтительность, в процессе формирования органического общества, начинает в своей эволюции переориентироваться на закон, власть, правителя. И в этом должна быть разумная мера. Если почтительность «цзин» трансформируется в суеверие, обожествление того, кто подобного не стоит, другими (более современными) словами, в появления культа личности, то это обуславливает наступление социального хаоса и в дальнейшем приводит к насущности перехода к следующему уровню социального устройства, который исходит из принципа «вэнь» — культурного начала, цивилизованности.
Но и принцип «вэнь» амбивалентен по своей сути. Безоглядное следование ему и его продвижение как единственно правильного и универсально действующего, вызывает господство в обществе уже не подлинной культуры, а её суррогата — формальной, нежизненной, можно сказать схоластической «псевдообразованности» и «псевдоучёности». В отношениях же между людьми преувеличение реальной роли культурного начала приводит к нарушению добрососедских, естественных связей, приглушает, а то и вообще элиминирует в них простоту, искренность, непринуждённость, сердечность. Гипертрофируясь, культурность оборачивается фальшью, постыдностью, суррогатностью. Но чтобы выбраться из этого, казалось бы, тупика, чтобы спасти человека и общество от этой неподлинности, нет, по мнению Сыма Цяня, ничего лучшего, чем вернуться к прямодушию. Цикл замыкается.

## Сочинения
- Сыма Цянь. Избранное. Пер. В. А. Панасюка, предисл. и комм. В. И. Думана. М.: Гослитиздат, 1956. 360 стр. 90000 экз.
- Сыма Цянь. Исторические записки. В 9 т. М.: Наука (Главная редакция восточной литературы), Восточная литература, 1972—2010. (Серия «Памятники письменности Востока». Вып. XXXII, 1—9). ISBN 5-02-018264-8
Т. I. Раздел «Основные записи» (Бэнь цзы), гл. 1—4. / Пер. и комм. Р. В. Вяткина и В. С. Таскина под общ. ред. Р. В. Вяткина, вступ. ст. М. В. Крюкова. 1972. 440 стр. 4700 экз.
  - 2-е изд., испр. 2001. 416 стр. 1000 экз.

Т. II. Раздел «Основные записи» (Бэнь цзы), гл. 5—12. / Пер. и комм. Р. В. Вяткина и В. С. Таскина под общ. ред. Р. В. Вяткина. 1975. 580 стр. 5000 экз.
  - 2-е изд., испр. и доп. под ред. А. Р. Вяткина. 2003. 568 с. 1000 экз. ISBN 5-02-018285-0

Т. III. Раздел «Хронологические таблицы» (Бяо), гл. 13—22. / Пер., предисл. и комм. Р. В. Вяткина. 1984. 944 стр. 5000 экз.
Т. IV. Раздел «Трактаты» (Шу), гл. 23-30. / Пер., вступ. ст., комм. и прил. Р. В. Вяткина. 1986. 456 стр. 5000 экз.
Т. V. Раздел «История наследственных княжеских домов» (Ши цзя), гл. 31—40. / Пер., вступ. ст. и комм. Р. В. Вяткина. 1987. 368 стр. 5000 экз.
Т. VI. Раздел «История наследственных княжеских домов» (Ши цзя), гл. 41—60. / Пер., предисл. и комм. Р. В. Вяткина. 1992. 484 стр. 2200 экз.
Т. VII. Раздел «Жизнеописания» (Ле чжуань), гл. 61—85. / Пер. и предисл. Р. В. Вяткина, комм. Р. В. Вяткина и А. Р. Вяткина. Отв. ред. А. М. Карапетьянц. 1996. 464 стр. 3000 экз. ISBN 5-02-017826-8
Т. VIII. Раздел «Жизнеописания» (Ле чжуань), гл. 86—110. / Пер. Р. В. Вяткина и А. М. Карапетьянца, вступ. ст. Р. В. Вяткина, комм. Р. В. Вяткина, А. Р. Вяткина и А. М. Карапетьянца. Отв. ред. А. М. Карапетьянц. 2002. 512 стр. 1500 экз. ISBN 5-02-018253-2
Т. IX. Раздел «Жизнеописания» (Ле чжуань), гл. 111—130. / Пер. и комм. Р. В. Вяткина, А. Р. Вяткина, А. М. Карапетьянца, М. Ю. Ульянова при участии С. Р. Кучеры, В. В. Башкеева, С. В. Дмитриева, М. С. Королькова, М. С. Целуйко. Отв. ред. и автор вступ. ст. А. Р. Вяткин. 2010. 624 стр. 1200 экз. ISBN 978-5-02-036460-8